# یوزوکی یاماموتو
یوزوکی یاماموتو (انگلیسی: Yuzuki Yamamoto؛ زادهٔ ۱ سپتامبر ۲۰۰۲) بازیکن فوتبال اهل ژاپن است.